# Саитбатталов, Галей Галеевич
Галей Галеевич Саитбатталов (17 декабря 1928, ныне — Кугарчинский район Башкортостана — 2010) — башкирский языковед и литературовед. Член-корреспондент АН РБ (1991), доктор филологических наук, профессор, заслуженный деятель науки БАССР, почётный работник высшего профессионального образования Российской Федерации.
Научные направления работы Галея Галеевича: синтаксис и стилистика башкирского языка, проблемы языковых и стилевых особенностей произведений башкирских писателей. В издательстве «Китап» имени Биишевой были изданы его труды «Башкирский язык. Синтаксис» в двух томах и «Башкирский язык. Стилистика» в трёх томах.

## Биография
Саитбатталов Галей Галеевич родился 17 декабря 1928 года в деревне Саиткулово Зилаирского кантона БАССР, ныне Кугарчинского района РБ.
В 1950 году Галей Галеевич окончил Башкирский государственный педагогический институт имени К. А. Тимирязева (ныне Уфимский университет науки и технологий). С 1953 года он там же работал. С 1974 года — заведующий кафедрой, а с 1977 года — профессор.
Состоял в Отделении гуманитарных наук АН РБ.

## Труды
Автор более 200 работ, включая учебники и учебные пособия для школ, педагогических училищ и вузов.

## Награды и звания
Саитбатталов Галей Галеевич — заслуженный деятель науки БАССР (1988).
награждён медалями «За трудовое отличие» и «Ветеран труда».
Лауреат премии Дж. Г. Киекбаева.